# Skowyt 2: Twoja siostra jest wilkołakiem
Skowyt 2: Twoja siostra jest wilkołakiem (tytuł oryg. Howling II: Your Sister Is a Werewolf, tytuł alternat. Howling II: Stirba – Werewolf Bitch) – amerykańsko-brytyjsko-czechosłowacki horror filmowy z 1985 roku w reżyserii Philippe'a Mory. Sequel wilkołaczego horroru Skowyt z 1981. Obraz kręcono w Los Angeles oraz na terenie Czechosłowacji.

## Fabuła
Podczas programu telewizyjnego ginie reporterka Karen White. Na pogrzebie jej brat spotyka Stefana Crosscoe, który twierdzi że Karen była wilkołakiem. Wbrew początkowemu niedowierzaniu, brat wraz ze Stefanem i jego narzeczoną jadą do Transylwanii, w której muszą stawić czoła wilkołakom. 

## Obsada
- Reb Brown − Ben White
- Christopher Lee − Stefan Crosscoe
- Sybil Danning − Stirba
- Annie McEnroe − Jenny Templeton
- Marsha Hunt − Mariana
- Judd Omen − Vlad
- Ferdy Mayne − Erle
- Patrick Field − Deacon
- Jimmy Nail − Dom